# Нинац Вукосалић
Нинац Вукосалић[a] био је дијак српски који је служио на двору Скендербега између 1450/59.  Бавио се писањем и достављањем преписке на словенском у Дубровачкu републикu. Сарађивао је са Скендербеговим дипломатом Пал Газулијем и бар једном су били укључени у трансфер средстава из Дубровачке републике Скендербегу.
Политичку и трговачку преписку између различитих судова у средњем веку посредовали су писари, од којих је сваки био одговоран за комуникацију на једном одређеном језику. Нинац се појављује на Скендербеговом двору око 1450. године. Он можда није првобитно био писар, већ неко ко је сматран поузданим јер је у свом писању неколико пута мењао правопис свог имена и није себе називао логотетом као што је уобичајено.
Нинац је био одговоран за преписку Скендербега са Дубровачком Републиком од 1450. до 1459. У првом писму себе назива дијаком (писар) који наставља да користи у каснијим препискама, али касније усваја и општепризнату титулу канцелара у Дубровачкој Републици. Служио је као Скендербегов писар најмање девет година. Писао је старословенском ћирилицом и у његовом писању уочавају се многе одлике зетско-рашког дијалекта и штокавског наречја, али и других јужних дијалеката. Вероватно је био изворни говорник ових дијалеката. У његовом писању, одређени термини који могу изгледати чудно у српском језику, могу бити резултат корен-за-корен превода са албанског. Писма које је написао Нинац објавио је крајем 19. века Франц Миклошич.